# Нивиньский, Станислав
Станислав Нивиньский (пол. Stanisław Niwiński; 8 мая 1932, Варшава — 4 мая 2002, Варшава) — польский актёр театра, кино, радио и телевидения.

## Биография
Родился в Варшаве. Актёрское образование получил в Государственной высшей театральной школе в Кракове, которую окончил в 1956 году. Дебютировал в кино в 1955. Актёр театров в Кельце, Познани, Катовице и Варшаве (театр «Атенеум»). Выступал также в спектаклях польского «театра телевидения» (1959—1993) и «театра Польского радио». Умер в Варшаве от рака. Похоронен на кладбище «Воинское Повонзки».
Был женат на актрисе Анне Цепелевской.

## Избранная фильмография
- 1955 — Часы надежды / Godziny nadziei
- 1960 — Цена одного преступления / Historia współczesna
- 1962 — Семья Милцареков / Rodzina Milcarków
- 1962 — Встреча в «Сказке» / Spotkanie w Bajce
- 1962 — Чёрные крылья / Czarne skrzydła
- 1963 — Пассажирка / Pasażerka
- 1963 — Где генерал? / Gdzie jest generał…
- 1964 — Встреча со шпионом / Spotkanie ze szpiegiem
- 1964 — Барышня в окошке / Panienka z okienka
- 1965 — День последний, день первый / Dzień ostatni, dzień pierwszy
- 1967 — Вестерплатте / Westerplatte
- 1968 — Ставка больше, чем жизнь / Stawka większa niż życie (только в 10-й серии)
- 1970 — Последний свидетель / Ostatni świadek — милиционер-«геолог»
- 1970 — Польский альбом / Album polski
- 1973 — Майор Хубаль / Hubal
- 1973 — Чёрные тучи / Czarne chmury
- 1974 — Самый важный день жизни / Najważniejszy dzień życia (только в 3-й серии)
- 1975 — Ярослав Домбровский / Jarosław Dąbrowski
- 1975 — Казимир Великий / Kazimierz Wielki
- 1975 — Директора / Dyrektorzy
- 1977 — Где вода чиста и трава зелена / Gdzie woda czysta i trawa zielona
- 1977 — Дело Горгоновой / Sprawa Gorgonowej
- 1978 — Жизнь, полная риска / Życie na gorąco (только в 7-й серии)
- 1980 — Возрождение Польши / Polonia Restituta
- 1981 — Болдын / Bołdyn
- 1988 — Пенелопы / Penelopy
- 1988 — Пограничье в огне / Pogranicze w ogniu

## Признание
- 1960 — Награда за роль — I Фестиваль театров Силезии и Опольщины (Вроцлав).
- 1979 — Золотой Крест Заслуги.